# Angela quinquemaculata
Angela quinquemaculata är en bönsyrseart som beskrevs av Olivier 1792. Angela quinquemaculata ingår i släktet Angela och familjen Mantidae. Inga underarter finns listade i Catalogue of Life.